# Antonio López Ojeda
Antonio López Ojeda (18 de mayo de 1989 en La Paz, Baja California Sur) es un exfutbolista mexicano que jugaba en la posición de Delantero.
Actualmente está fungiendo como auxiliar técnico en el Club Atlético La Paz de la Liga de Expansión MX.

## Carrera

### América
Debutó en la Primera División Mexicana el 6 de febrero de 2010, en el Estadio Jalisco un partido donde América cayó derrotado ante el Atlas de Guadalajara por marcador de 1 gol a 0, ingresando de cambio al minuto 63 en sustitución de Israel Martínez.
A su corta edad era reconocido por su técnico en el equipo filial Sub-20, el uruguayo Cecilio de los Santos, como un jugador "excepcional" e inclusive fue referido como una de las grandes promesas en la delantera del Club América a futuro. Sin embargo jamás llegó a ser titular con el América.
Tony anotó su primer triplete el 7 de marzo de 2010 contra el Querétaro, en un partido que su equipo el América, ganaría 6-0.
El otro gol lo logró ante Pachuca en el partido de la jornada 11 del Torneo Bicentenario 2010 para darle el empate a 2-2 al América y contra Jaguares para poner el 3-1 favor América, llegó a 5 goles en total en el año de su debut en el Club América. A partir de entonces dejó de recibir oportunidades y su nivel y desempeño decrecieron.
Fue campeón con el Club América en la temporada 2013 en donde derrotó al equipo Cruz Azul en penales, al igual que en la temporada 2014 al vencer a Tigres UANL.

### Atlante
El 11 de junio de 2015 se anuncia en el draft del fútbol mexicano, que el Atlante de la Ascenso MX adquiere sus servicios a préstamo y abandona el equipo Mineros de Zacatecas.

### Deportivo Marquense
El 14 de enero de 2023 hizo su debut con el Deportivo Marquensede la Liga Nacional de Fútbol de Guatemala en la victoria de 2-0 ante Nueva Concepción donde anotaría el gol de la victoria.

## Trayectoria

### Clubes
| Club[actualizar]         | País      | Año         | goles |
| ------------------------ | --------- | ----------- | ----- |
| Socio Águila Fútbol Club | México    | 2007 - 2009 | 3     |
| América                  | México    | 2010 - 2014 | 12    |
| Puebla FC                | México    | 2011        | 0     |
| Zacatecas                | México    | 2014 - 2015 | 4     |
| Atlante                  | México    | 2015 - 2016 | 9     |
| Potros UAEM              | México    | 2016 - 2019 | 21    |
| Correcaminos UAT         | México    | 2019 - 2020 | 1     |
| Tampico Madero           | México    | 2019 - 2020 | 4     |
| Sololá                   | Guatemala | 2021 - 2022 | 6     |
| Antigua GFC              | Guatemala | 2021 - 2022 | 2     |
| Deportivo Marquense      | Guatemala | 2023        |       |

## Palmarés

### Campeonatos nacionales
| Título                     | Equipo       | País   | Año  |
| -------------------------- | ------------ | ------ | ---- |
| Primera División de México | Club América | México | 2013 |